# 萊爾 (伊利諾伊州)
萊爾（英語：Lisle，/ˈlaɪəl/）是位於美國伊利諾伊州杜佩奇縣的一個村落。

## 地理
萊爾的座標為41°47′33″N 88°05′18″W / 41.79250°N 88.08833°W，而該地最高點為海拔高度206米（即676英尺）。

## 人口
根據2010年美國人口普查的數據，萊爾的面積為18.63平方千米，當中陸地面積為18.16平方千米，而水域面積為0.47平方千米。當地共有人口22390人，而人口密度為每平方千米1,201人。